# Hadrut (Stadt)
Hadrut (armenisch Հադրութ; auch aserbaidschanisch Hadrut, französische und russische Alternativschreibung: Hadrout oder Gadrut) ist eine Stadt in Bergkarabach, einer völkerrechtlich zu Aserbaidschan gehörenden Region im Kaukasus.

## Lage
Hadrut liegt im äußersten Süden der einstigen Autonomen Oblast Bergkarabach. Nach aserbaidschanischem Verständnis liegt die Stadt im Bezirk Xocavənd in Aserbaidschan. Nach armenischen Verständnis ist sie Hauptstadt der Provinz Hadrut in der Republik Arzach, einem De-facto-Staat.

## Geschichte

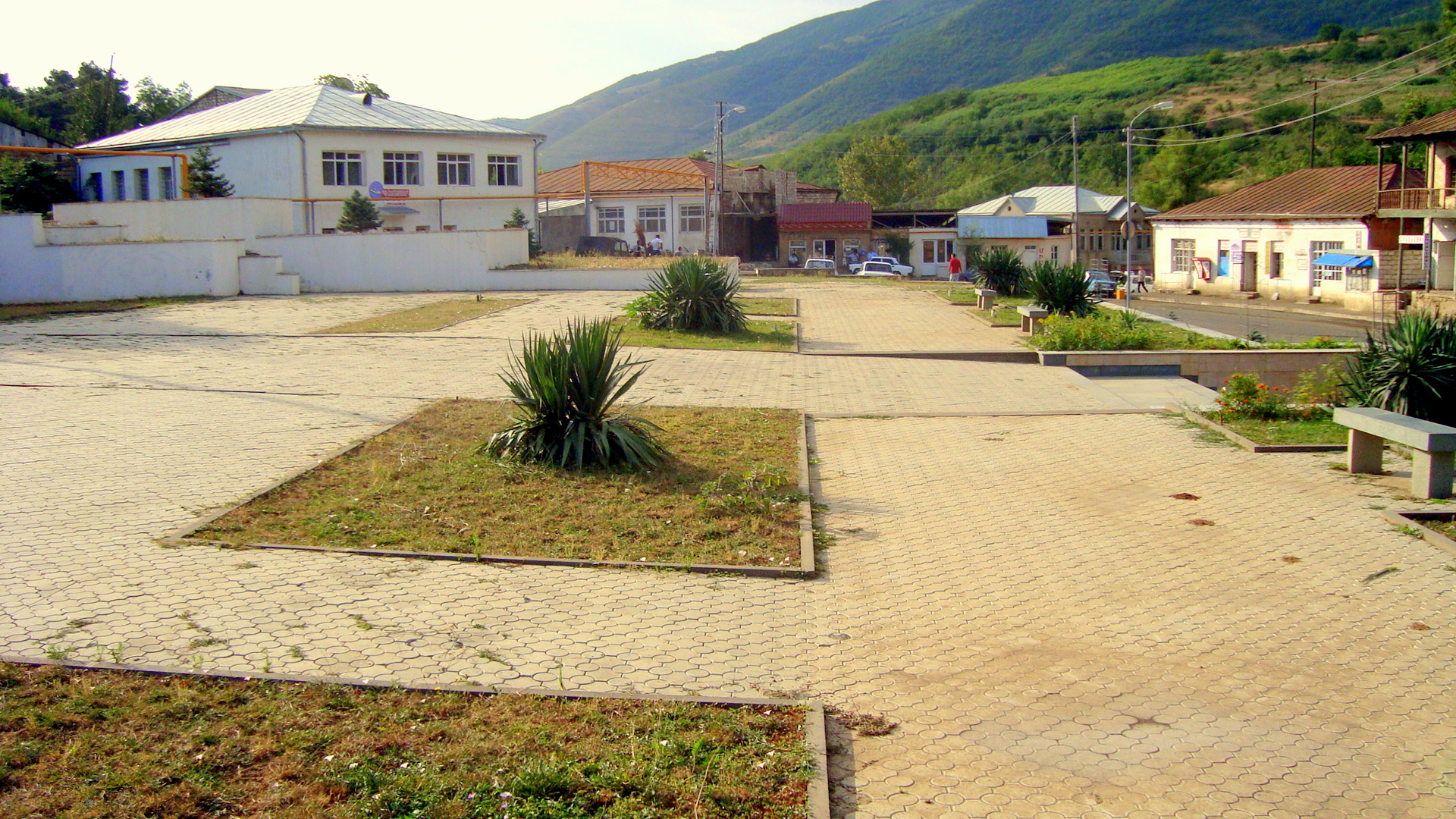
Platz im Zentrum von Hadrut

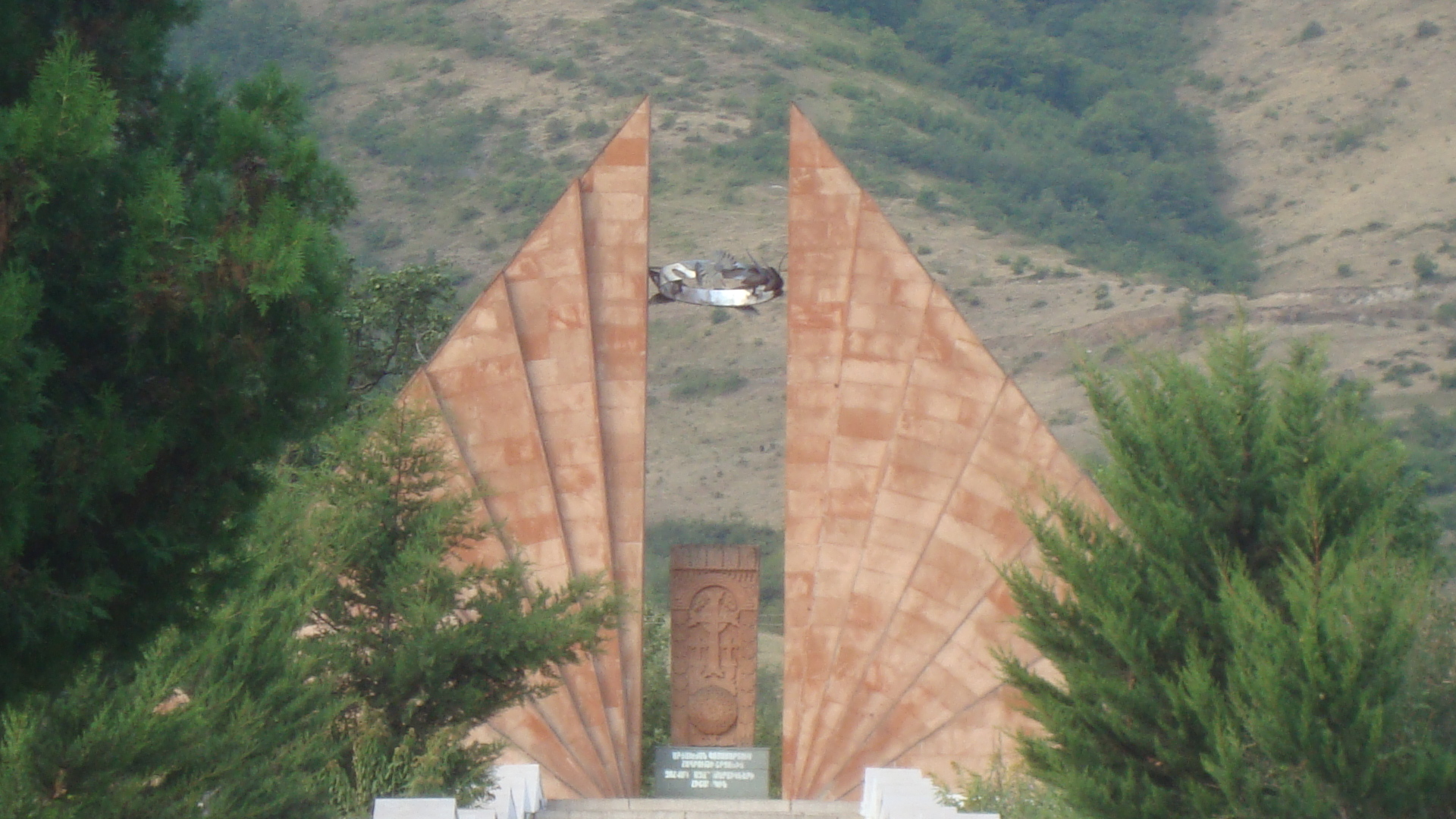
Armenisches Denkmal Den Befreiern

Das Gebiet um die heutige Stadt Hadrut ist bereits seit der Altsteinzeit von Menschen besiedelt, wie die Funde in der etwa 10 km weiter nördlich gelegene Asych-Höhle nachweisen.
Die Anfänge Hadruts sind historisch nicht gesichert. Der Name Hadrut kommt aus dem Persischen und bedeutet so viel wie Zwischenstromland, was auf die Lage des Ortes zwischen zwei Flüssen hinweist. Zusätzlich ist der Ort von Bergrücken umgeben, welche in früherer Zeit durch Befestigungsanlagen bewacht wurden.
Das damalige Dorf Hadrut gehörte ab dem 7. Juli 1923 zum Autonomen Gebiet Bergkarabach in der Aserbaidschanischen SSR und war in diesem die Hauptstadt des Rayons Dizak, welcher ab 1939 in Rayon Hadrut umbenannt wurde. 1963 erfolgte die Erhebung Hadruts zur Siedlung städtischen Typs, was in etwa einer Minderstadt entspricht.
1991 wurde die Autonome Oblast Bergkarabach in der Aserbaidschanischen Sozialistischen Sowjetrepublik von der aserbaidschanischen Regierung aufgelöst, nachdem diese sich für unabhängig erklärt hatte. Als Ergebnis des darauf folgenden Bergkarabachkrieges von 1992 bis 1994 stand Hadrut unter der Kontrolle der Republik Bergkarabach.

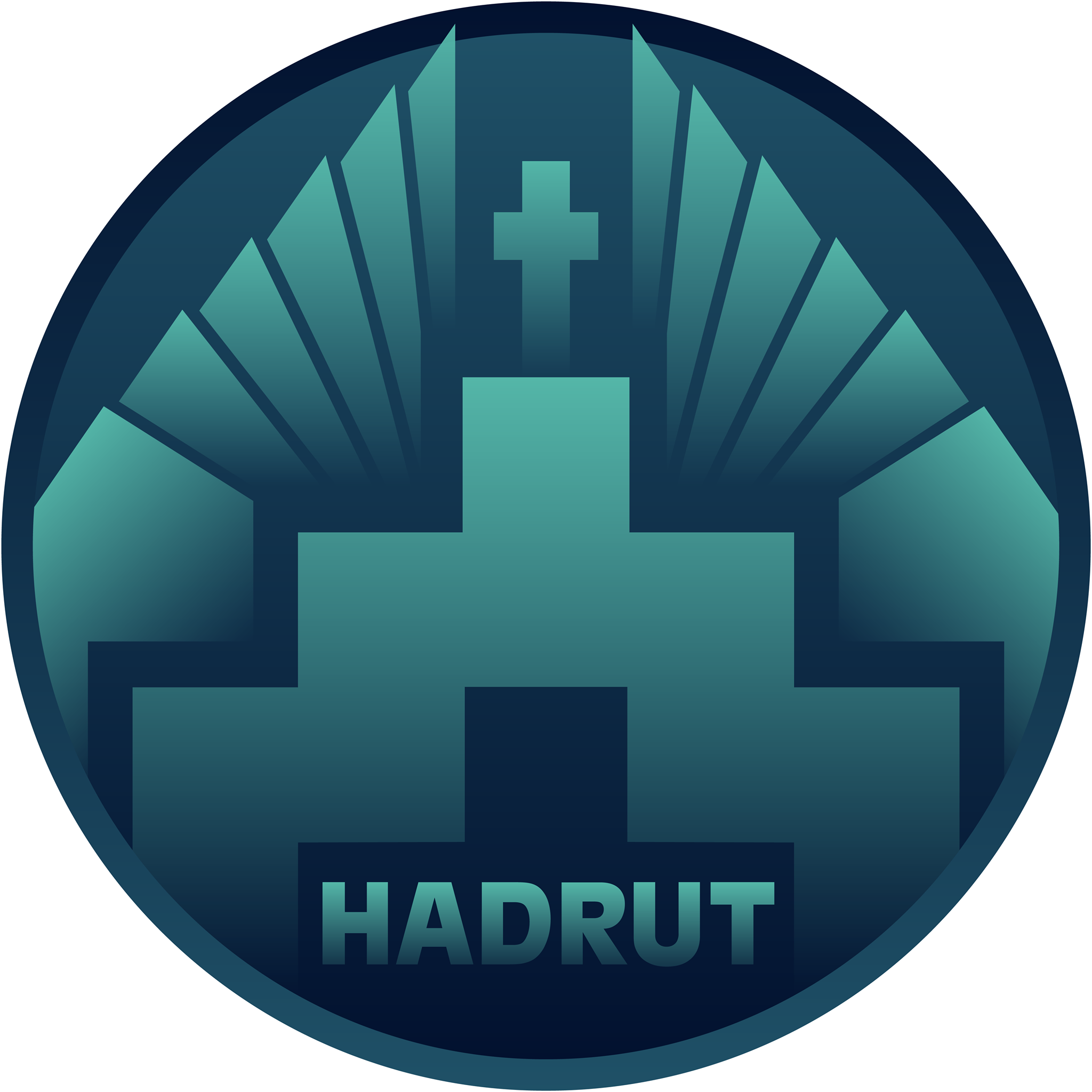
Von der Republik Arzach verwendetes Wappen

Im Krieg um Bergkarabach 2020 wurde Hadrut bereits frühzeitig unter Beschuss der Armee Aserbaidschans genommen, wobei international geächtete Streumunition zum Einsatz kam. Am 9. Oktober 2020 verkündete Präsident İlham Əliyev die Eroberung der Stadt. Hadrut war eine der ersten armenisch besiedelten Ortschaften, gelegen im Gebiet der ehemaligen Autonomen Oblast Bergkarabach, die in die Hände der aserbaidschanischen Armee fiel, und wurde Schauplatz eines dokumentierten Kriegsverbrechens: Um den 14. Oktober 2020 erschossen hier aserbaidschanische Spezialkräfte zwei armenische Bewohner, kurz nachdem sie diese gefangen genommen hatten. Zwei Videos, welche die Gefangennahme und die Erschießung zeigten, kursierten in den sozialen Medien und konnten von der aserbaidschanischen Regierung nicht mehr aus dem Netz entfernt werden. Unabhängige Analysen der Bilder bewiesen ihre Authentizität. Flüchtlinge aus Hadrut erkannten auf den Bildern die Opfer, einen 73-Jährigen aus Hadrut und einen 25-Jährigen aus dem Nachbarort Tyaq.
Wie viele Bewohner bei der Eroberung Hadruts durch die aserbaidschanischen Streitkräfte in der Stadt zurückblieben, ist unbekannt. Nach Angaben des arzachischen Gouverneurs der Provinz Hadrut, Kamo Petrosyan, vom 22. November 2020 wurden durch die Besetzung insgesamt 13.500 Personen aus Hadrut und 45 Dörfern der Provinz obdachlos. Registrierungsstellen für diese Binnenvertriebenen wurden in Stepanakert und Jerewan eröffnet. Flüchtlinge aus Hadrut machten sich bereits kurz nach dem Waffenstillstand durch Kundgebungen vor den Botschaften Russland, Frankreichs und der USA in Jerewan bemerkbar, für die sie Briefe mit der Forderung nach „De-Okkupation“ Hadruts mitbrachten. Der französische Botschafter Jonathan Lacote empfing sie persönlich. Am 16. November 2020 wurden Hadruter Flüchtlinge vom armenischen Staatspräsidenten Armen Sarkissjan empfangen. Ein Teil der Flüchtlinge aus Hadrut kam in Stepanakert unter.
Seit der Eroberung Hadruts durch die aserbaidschanische Armee im Oktober 2020 sind in Aserbaidschan Forderungen aufgekommen, der Stadt den neuen Namen „Ağoğlan“ zu geben oder sie nach dem im Juli 2020 gefallenen General Polad Haschimov zu benennen. Hintergrund ist die persische Herkunft des Namens Hadrut, der mit „zwischen zwei Flüssen“ übersetzt werden kann, während Ağoğlan, „reiner heiliger Junge“, aserbaidschanisch-türkisch ist und der Name eines aserbaidschanischen Helden in der Region gewesen sein soll. Die Umbenennung in Ağoğlan wird insbesondere von dem Turkologen und ehemaligen Bakuer Bildungsminister Firudin Cəlilov vertreten. Ağoğlan ist allerdings gleichzeitig der Name einer Ortschaft in der Nähe des armenischen Klosters Zizernawank an der Grenze zu Armenien. Auf der Website Kavkazskiy Uzel (Kaukasischer Knoten) wurden am 5. Januar 2021 Bilder veröffentlicht, auf denen eine neue aserbaidschanische Ortstafel, ursprünglich mit dem Namen Hadrut, übersprüht war mit dem Namen „Ağoğlan“, untertitelt mit der Meldung, dass die aserbaidschanischen Behörden die Stadt in „Ağoğlan“ umbenannt hätten. Diese Meldung ist bisher nicht bestätigt worden, vielmehr verwenden auch aserbaidschanische Medien noch den Namen Hadrut. Am 8. Januar 2021 wurden Bilder mit neuen aserbaidschanischen Straßenschildern in Hadrut gezeigt. Die Straßen Hadruts erhielten neue Namen nach aserbaidschanischen Persönlichkeiten, darunter nach Soldaten der aserbaidschanischen Armee, die im Kampf gegen die Armenier gefallen waren.
Bilder vom Januar 2021 zeigen die Stadt von Zivilisten verlassen. Gebäude haben eingeworfene Fensterscheiben, und Gegenstände liegen vor ihnen auf der Straße. Am Ortseingang sowie vor einem Militärposten wehen die Fahnen Aserbaidschans und der Türkei. Nach Berichten von PBS Newshour wurde der Friedhof der Kirche Spitak Chatsch Wank auf einem Hügel außerhalb der Stadt verwüstet.

## Bauwerke
Wahrzeichen der Stadt waren die in der Altstadt gelegene 1621 erbaute Kirche Zur Heiligen Auferstehung (Սուրբ Հարություն եկեղեցի) sowie die aus dem 14. Jahrhundert stammende Kirche des ehemaligen Klosters Zum Weißen Kreuz (Spitak Chatsch Wank Սպիտակ խաչ վանք), welche etwa 500 m südlich des Stadtzentrums auf einer Anhöhe liegt.

## Bevölkerung
Hadrut hatte nach karabachischen Angaben 2015 3.102 Einwohner. In der Stadt gab es ein Museum für die lokale Geschichte und Kultur.
| Jahr | Einwohner | Anmerkungen                                                             |
| ---- | --------- | ----------------------------------------------------------------------- |
| 1921 | 2.185     | ausschließlich Armenier                                                 |
| 1939 | 2.408     | 2.200 Armenier (91,4 %), 129 Russen (5,4 %), 51 Aserbaidschaner (2,1 %) |
| 1970 | 2.082     | 1.845 Armenier (88,6 %), 137 Aserbaidschaner (6,6 %), 68 Russen (3,3 %) |
| 1979 | 2.173     | 1.955 Armenier (90,0 %), 188 Aserbaidschaner (8,7 %), 19 Russen (0,9 %) |
| 1989 | 2.614     | [ 19 ]                                                                  |
| 2005 | 2.770     | [ 20 ]                                                                  |
| 2015 | 3.102     | [ 13 ]                                                                  |